# Ischnomantis werneri
Ischnomantis werneri är en bönsyrseart som beskrevs av Giglio-tos 1916. Ischnomantis werneri ingår i släktet Ischnomantis och familjen Mantidae. Inga underarter finns listade i Catalogue of Life.